# Campeonato de España de curling masculino
El Campeonato de España de curling masculino es la liga nacional de España de curling. Está regulada por la Federación Española de Deportes de Hielo desde la formación de esta en 2003.

## Historia y formato
El Campeonato de España es la competición nacional de Curling más relevante. Se celebra a sede única entre diferentes clubes del país, que optan al título de "Campeón de España" de las modalidades de juego habituales: dobles mixto, masculino, femenino y mixto.
Los resultados en esta competición deciden el acceso al equipo nacional de Curling.
El formato del torneo es de tipo round-robin (todos contra todos), clasificándose los cuatro primeros para las semifinales, mientras que los cuatro últimos clasificados lucharán por la permanencia.

## Palmarés
| Edición | Sede                | Año  | Oro                      | Plata                  | Bronce                         |
| ------- | ------------------- | ---- | ------------------------ | ---------------------- | ------------------------------ |
| I       | San Sebastián       | 2003 | Sporting l'Olla          | Jaggers Madrid         | Igualada                       |
| II      | Puigcerdá           | 2004 | Jaggers Madrid           | Sporting l'Olla        | CEVA Viella                    |
| III     | Madrid              | 2005 | Jaggers Madrid           | Sporting l'Olla        | CEVA Viella                    |
| IV      | Viella              | 2006 | CEVA Viella              | Sporting l'Olla        | León Curling / Club Hielo Jaca |
| V       | Puigcerdá           | 2007 | Club Hielo Jaca          | Jaggers Madrid         | Puigcerdà Esquí                |
| VI      | Viella/Valdemoro    | 2008 | Club Hielo Jaca          | Sporting l'Olla        | Jaggers Madrid                 |
| VII     | Valdemoro/Puigcerdá | 2009 | Sporting l'Olla          | Jaggers Madrid         | Iparpolo Masculino             |
| VIII    | Valdemoro/Puigcerdá | 2010 | Iparpolo Masculino       | No name                | Sporting l'Olla                |
| IX      | Valdemoro/Pamplona  | 2011 | No name                  | Iparpolo Masculino     | Sporting l'Olla                |
| X       | Valdemoro/Puigcerdá | 2012 | No name                  | Iparpolo Masculino     | Sporting l'Olla                |
| XI      | Puigcerdá           | 2013 | Txuri-Berri Gipuzkoa     | Iparpolo Masculino     | Barcelona Curling              |
| XII     | Puigcerdá           | 2014 | Iparpolo Masculino       | Team Mollinedo         | Puigcerdà Pànxing              |
| XIII    | Puigcerdá           | 2015 | Txuri-Berri Cafés Aitona | Sporting l’Olla        | SVC Iparpolo                   |
| XIV     | Jaca                | 2016 | Club Hielo Jaca          | Harrikada              | SVC Iparpolo                   |
| XV      | Jaca                | 2017 | Txuri-Berri Cafés Aitona | SVC Iparpolo           | Madrid B-52                    |
| XVI     | Jaca                | 2018 | Txuri-Berri Cafés Aitona | Sporting l'Olla        | Barcelona Curling              |
| XVII    | Jaca                | 2019 | Txuri-Berri Cafés Aitona | SVC Iparpolo Masculino | Valle de Arán                  |
| XVIII   | Jaca                | 2020 | Txuri-Berri Cafés Aitona | Sporting l'Olla        | SVC Iparpolo Masculino         |
| XIX     | Jaca                | 2021 | Txuri-Berri Cafés Aitona | SVC Iparpolo Masculino | Puigderdá Panxing              |
| XX      | Jaca                | 2022 | Txuri-Berri Cafés Aitona | SVC Iparpolo Masculino | Madrid B-52                    |

### Títulos por club
| Equipo                   | Campeón | Títulos (por año)                              |
| ------------------------ | ------- | ---------------------------------------------- |
| Txuri-Berri Cafés Aitona | 8       | 2013, 2015, 2017, 2018, 2019, 2020, 2021, 2022 |
| Club Hielo Jaca          | 3       | 2007, 2008, 2016                               |
| Iparpolo Masculino       | 2       | 2010, 2014                                     |
| Sporting l'Olla          | 2       | 2003, 2009                                     |
| Jaggers Madrid           | 2       | 2004, 2005                                     |
| No name                  | 2       | 2011, 2012                                     |
| CEVA Viella              | 1       | 2006                                           |